# Segnali di indicazione nella segnaletica verticale italiana
I segnali di indicazione sono segnali stradali verticali che forniscono agli utenti della strada informazioni necessarie o utili.
Ai sensi dell'articolo 39 del codice della strada si suddividono in:
- segnali di preavviso (di intersezione e di preselezione);
- segnali di direzione;
- segnali di conferma (posti sulle strade di uscita dalle principali località o dopo attraversamenti di intersezioni complesse);
- segnali di identificazione strade e progressive distanziometriche;
- segnali di itinerario (sulle autostrade e sulle strade extraurbane principali);
- segnali di località (segnali di località e fine località (e inizio/fine provincia e regione) e segnali di localizzazione di punti di pubblico interesse);
- segnali di nome strada;
- segnali turistici e di territorio (turistiche, industriali, artigianali, commerciali, alberghiere, territoriali, di luoghi di pubblico interesse; sono i 134 simboli previsti dall'art. 125 del Regolamento di Attuazione del Codice della Strada, visibili qui[1] e inseribili nei segnali di indicazione di preavviso, direzione, itinerario e nei segnali di localizzazione di punti di pubblico interesse; l'utilizzo di simboli non previsti dal regolamento deve essere autorizzato dal MIT);
- altri segnali che danno informazioni necessarie per la guida dei veicoli (si veda il paragrafo § Segnali utili per la guida);
- altri segnali che indicano installazioni o servizi (ad esempio assistenza meccanica o auto su treno).

## Colori di sfondo e caratteri
Nei segnali di indicazione, preavviso, conferma, direzione ed itinerario vengono impiegati sei colori di sfondo:
| Sfondo di colore | Descrizione | Immagine (in scala) |
| ---------------- | --- | ------------------- |
| VERDE            | Per le autostrade o per avviare ad esse. |                     |
| BLU              | Per le strade extraurbane o per avviare ad esse. |                     |
| BIANCO           | Per le strade urbane o per avviare a destinazioni urbane; per indicare gli alberghi e le strutture ricettive affini in ambito urbano. |                     |
| GIALLO           | Per segnali temporanei dovuti alla presenza di cantieri; per segnali di preavviso e di direzione relativi a deviazioni, itinerari alternativi e variazioni di percorso dovuti alla presenza di cantieri stradali o, comunque, di lavori sulla strada. |                     |
| MARRONE          | Per indicazioni di località o punti di interesse storico, artistico, culturale e turistico; per denominazioni geografiche, ecologiche, di ricreazione e per i campeggi.                                                                               |                     |
| NERO OPACO       | Per segnali di avvio a fabbriche, stabilimenti, zone industriali, zone artigianali e centri commerciali nelle zone periferiche urbane. |                     |

I segnali di indicazione di identificazione strada sono a sfondo verde se indicano itinerari europei o autostrade, a sfondo blu per strade statali, regionali o provinciali o comunali extraurbane così come i segnali di indicazione di progressiva chilometrica con la progressiva sempre a sfondo bianco.
I segnali di località (centro abitato, provincia, regione) hanno le scritte bianche su sfondo blu o verde (a seconda del tipo di itinerario in cui è installata, rispettivamente strada extraurbana o autostrada) se indicano l'inizio della provincia o della regione amministrativa, scritte nere su fondo bianco per indicare l'inizio dei centri abitati (o località o frazioni), scritte bianche su sfondo marrone per indicare l'inizio del territorio comunale.
Il segnale di nome della strada è a sfondo bianco con scritte nere.
I segnali che indicano installazioni o servizi sono a sfondo blu (per alcuni di questi segnali è prevista anche la versione a sfondo verde se l'installazione o il servizio si trova lungo la viabilità autostradale o a sfondo bianco se l'installazione o il servizio si trova lungo la viabilità comunale) o a sfondo marrone per installazioni o servizi prettamente turistici con il simbolo a sfondo bianco; fanno eccezione i segnali "Taxi" (sempre a sfondo arancione) e "Polizia" (sempre a sfondo bianco).
Nella segnaletica d'indicazione vengono utilizzati i caratteri maiuscoli solamente per la composizione di nomi propri di regioni, province, città, centri abitati, comuni, frazioni o località. In tutti gli altri casi, quindi con iscrizione di natura differente da quella dei nomi propri, vengono usati i caratteri minuscoli. Nello specifico: per la composizione dei nomi comuni riguardanti punti di pubblico interesse urbano come ad es. strade urbane ed extraurbane; quartieri, parchi, stazioni, porti, aeroporti, uffici, enti, posta, comandi, amministrazioni, centro della città, nomi di strade, ospedali. Per i nomi propri diversi da quelli sopra specificati l'iniziale, di norma, è maiuscola.
Di norma devono essere usati i caratteri dell'Alfabeto Normale, i caratteri dell'Alfabeto Stretto sono impiegati solo in presenza di parole o gruppi di parole non abbreviabili o comunque quando l'uso dei caratteri normali comporta iscrizioni eccessivamente lunghe rispetto alla grandezza del segnale. I nomi di località composti o molto lunghi possono essere abbreviati per evitare una lunghezza eccessiva delle iscrizioni. Secondo il codice della strada, nessun segnale può contenere iscrizioni in più di due lingue.
Nelle tabelle che seguono:
- le righe colorate in verde indicano segnali stradali non più previsti dal codice della strada vigente;
- le righe colorate in grigio indicano segnali stradali non previsti dal codice della strada ma utilizzati.

## Segnali di preavviso
Ai sensi degli articoli 127 e 128 del Regolamento di Attuazione del Codice della Strada.

## Segnali di preavviso di intersezione
| Immagine (in scala) | Denominazione | Descrizione |
| ------------------- | --- | --- |
|                     | Preavviso di intersezione urbana                                                                                    | Indica l'avvicinarsi di un bivio su strada urbana e ne indica le direzioni. |
|                     | Preavviso di intersezione extraurbana                                                                               | Indica l'avvicinarsi di un bivio su strada extraurbana e ne indica le direzioni. Dal 1992 sostituisce il segnale d'indicazione "Preavviso di bivio": . |
|                     | Preavviso di intersezione per diramazione autostradale                                                              | Indica l'avvicinarsi di un bivio autostradale e ne indica le direzioni. |
|                     | Preavviso di intersezioni ravvicinate urbane                                                                        | Indica la presenza di due incroci successivi ravvicinati (a breve distanza) urbani (è su fondo bianco). Nell'esempio raffigurato: al primo incrocio è vietato svoltare a sinistra (per la presenza del segnale "Senso vietato") e si svolta a destra per via Gemona; al secondo incrocio (in fondo) si svolta a destra per il centro della città e per Trieste (Grado e Cividale) mentre si svolta a sinistra per l'ospedale o per l'Austria (Tarvisio e Tolmezzo). |
|                     | Preavviso di intersezioni ravvicinate extraurbane                                                                   | È un preavviso di intersezioni ravvicinate extraurbane (figura II 237 dell'articolo 127 del Regolamento di attuazione del Codice della Strada). |
|                     | Preavviso di intersezione urbana a rotatoria                                                                        | Indica l'avvicinarsi di una rotatoria su strada urbana e ne indica le possibili direzioni sui vari rami d'uscita. |
|                     | Preavviso di intersezione urbana, con divieto di transito per una categoria di veicoli su un ramo dell'intersezione | È un preavviso di incrocio urbano con limitazione di transito. Nell'esempio raffigurato preavvisa una limitazione di transito sulla strada diretta a Pescara, in particolare: - vieta agli autocarri di massa superiore a 3,5 t (non tutti) di proseguire diritto per il centro di Avezzano - consente agli autobus e alle autovetture di continuare diritto - preavvisa di svoltare a sinistra all'incrocio urbano per raggiungere l'autostrada Roma-L'Aquila.     |
|                     | Preavviso di intersezione extraurbana con passaggio a livello su un ramo dell'intersezione                          | Preavvisa un incrocio su strada extraurbana (è su fondo blu). Nell'esempio raffigurato, indica la presenza di un passaggio a livello sul ramo destro dell'incrocio (e non di una stazione ferroviaria) e indica quindi a chi svolta a destra il possibile attraversamento di treni. Indica di svoltare a destra per S. Giovanni, di svoltare a sinistra per località turistica (segnale di colore marrone), di proseguire diritto per raggiungere Porto Torres.     |
|                     | Preavviso di zona a traffico limitato                                                                               | Indica l'avvicinarsi di un'intersezione in cui una direzione porta ad una zona a traffico limitato. Il simbolo della zona a traffico limitato può essere integrato da pannelli indicanti limitazioni a particolari categorie di veicoli o fasce orarie. |

## Segnali di preselezione
| Immagine (in scala) | Denominazione                                                 | Descrizione |
| ------------------- | ------------------------------------------------------------- | --- |
|                     | Segnale di preselezione urbano                                | Segnale di preselezione urbano (figura II 241 dell'articolo 127 del Regolamento di attuazione del Codice della Strada). |
|                     | Segnale di preselezione urbano posto sopra la carreggiata     | Segnale di preselezione urbano posto sopra la carreggiata (figura II 242 dell'articolo 128 del Regolamento di attuazione del Codice della Strada). |
|                     | Segnale di preselezione extraurbano                           | È un segnale di preselezione su strada extraurbana (è su fondo blu) suddivisa in due corsie. Preavvisa una zona di preselezione con due destinazioni: - indica al conducente diretto a Bari di spostarsi sulla corsia di sinistra - indica al conducente diretto a Pescara di spostarsi sulla corsia di destra |
|                     | Segnale di preselezione urbano                                | Indica una preselezione di canalizzazione urbana e viene posto in sostituzione del segnale di preavviso di incrocio. Nelle strade urbane (è su fondo bianco) a più corsie consente di immettersi nelle corsie di canalizzazione, in particolare: - indica ai conducenti diretti alla località turistica di immettersi nella corsia di mezzo - indica ai conducenti diretti a Terni di mettersi nella corsia di sinistra - indica ai conducenti diretti al centro della città di occupare la corsia di destra |
|                     | Segnale di preselezione extraurbano                           | Indica la struttura di un bivio con obbligo di canalizzazione su strada extraurbana. |
|                     | Segnali di corsia con funzione di preavviso                   | Segnali di corsia con funzione di preavviso (figura II 246 dell'articolo 127 del Regolamento di attuazione del Codice della Strada). |
|                     | Segnali di corsia con funzione di preselezione e di direzione | In caso di abbinamento di segnali di corsia con funzione di preavviso con segnali di corsia direzionali, la freccia da impiegare in questi ultimi sarà del modello di cui alla tabella II 24 (da impiegare in caso di intersezioni ravvicinate). |

## Segnali di direzione
| Immagine (in scala) | Denominazione                                                                                                  | Descrizione |
| ------------------- | --- | --- |
|                     | Segnale di direzione nel centro abitato (fig. II, 248)                                                         | Nel segnale può essere inserito un simbolo fra quelli di cui alle figure da II, 100 a II, 231 o il numero di strada. Questi sono posti sempre fra la freccia e il nome e deve comunque essere insertita la distanza in km (senza la sigla km) dopo il nome, nel caso di avvio a località extraurbana.                      |
|                     | Segnale di direzione fuori dei centri abitati (fig. II, 249)                                                   | Nel segnale può essere inserito un simbolo fra quelli di cui alle figure da II, 100 a II, 231 o il numero di strada. Questi sono posti dalla parte opposta a quella della freccia. La cifra indicante la distanza espressa in chilometri (senza la sigla km) deve sempre seguire il nome della località ed è obbligatoria. |
|                     | Segnali di corsia con funzione di direzione (fig. II, 250)                                                     | Indica la struttura di un bivio autostradale con i segnali installati su struttura soprastante la carreggiata. |
|                     | Segnali di corsia con funzione di direzione (fig. II, 251)                                                     | Segnali di corsia con funzioni di direzione (figura II 251 dell'articolo 128 del Regolamento di attuazione del Codice della Strada). |
|                     | Segnali di corsia con funzione di direzione con le modalità per l'utilizzo delle singole corsie (fig. II, 252) | Segnali di corsia con funzione di direzione con le modalità per l'utilizzo delle singole corsie (figura II 252 dell'articolo 128 del Regolamento di attuazione del Codice della Strada). |
|                     | Gruppo segnaletico unitario urbano monofilare (fig. II, 253)                                                   | È il raggruppamento razionale dei cartelli facenti parte di una unica postazione nell'area della intersezione urbana o su isole di traffico. |
|                     | Gruppo segnaletico unitario extraurbano (fig. II, 254)                                                         | È il raggruppamento razionale dei cartelli facenti parte di una unica postazione nell'area della intersezione extraurbana. |
|                     | Gruppo segnaletico unitario urbano bifilare (fig. II, 255)                                                     | Se i segnali di direzione sono in numero eccessivo conviene sempre frazionarli in gruppi più piccoli con frecce omogeneamente dirette verso la stessa direzione e disposti in posizione contigua o nei punti più appropriati della intersezione.                                                                           |

## Segnali di identificazione strade e progressive distanziometriche
Ai sensi dell'articolo 129 del Regolamento di Attuazione del Codice della Strada.

## Segnali di identificazione strade
| Immagine (in scala) | Denominazione               | Descrizione                                                                         |
| ------------------- | --------------------------- | ----------------------------------------------------------------------------------- |
|                     | Strada europea              | Identifica una strada europea. Dal 1992 sostituisce il segnale: .                   |
|                     | Autostrada                  | Identifica un'autostrada.                                                           |
|                     | Raccordo autostradale       | Identifica un raccordo autostradale. Non previsto dal Codice della strada ma usato. |
|                     | Traforo internazionale      | Identifica un traforo internazionale                                                |
|                     | Strada statale              | Identifica una strada statale. Dal 1992 sostituisce il segnale: .                   |
|                     | Nuova strada ANAS           | Identifica una nuova strada ANAS. Non previsto dal Codice della strada ma usato.    |
|                     | Strada regionale            | Identifica una strada regionale.                                                    |
|                     | Strada provinciale          | Identifica una strada provinciale. Dal 1992 sostituisce il segnale: .               |
|                     | Strada comunale extraurbana | Identifica una strada comunale extraurbana. Dal 1992 sostituisce il segnale: .      |

## Segnali di progressive distanziometriche
| Immagine (in scala) | Denominazione                                                                        | Descrizione |
| ------------------- | ------------------------------------------------------------------------------------ | --- |
|                     | Progressiva ettometrica                                                              | Indica la progressiva ettometrica e chilometrica. Gli ettometri sono indicati in cifra romana nella parte superiore del segnale. |
|                     | Progressiva distanziometrica su autostrade                                           | Indica la progressiva chilometrica ed il nome della prossima stazione e della relativa distanza. Viene collocato sulle autostrade alle progressive terminanti con i numeri 1, 3, 4, 6, 7 e 9. |
|                     | Progressiva distanziometrica con indicazione prossima area di servizio su autostrade | Indica la progressiva chilometrica con l'aggiunta dell'indicazione delle aree di servizio o di parcheggio più prossime e le relative distanze. Viene collocato sulle autostrade alle progressive terminanti con i numeri 2, 5 e 8. |
|                     | Progressiva chilometrica integrata con segnale di conferma                           | È composto da un segnale di progressiva chilometrica e da un segnale di conferma e viene collocato su strade extraurbane. |
|                     | Progressiva chilometrica                                                             | Indica la progressiva chilometrica su strada statale, regionale, provinciale o comunale extraurbana. Il segnale è accompagnato dal segnale di identificazione strade della strada a cui si riferisce. |
|                     | Numerazione cavalcavia                                                               | Segnala il numero progressivo del cavalcavia che attraversa la strada su cui è posto. Nella prima riga viene indicato il simbolo della strada. Non previsto dal codice della strada ma dalla direttiva n. 1156 (28 febbraio 1997) del ministero dei lavori pubblici in un tentativo di scongiurare il fenomeno del lancio di oggetti (sassi, mattoni ecc.) dai cavalcavia stradali. Un caso particolare è rappresentato dal segnale dell'autostrada Catania-Siracusa, dove al posto della sigla e del numero identificativo della strada viene utilizzata la denominazione aut. Catania-Siracusa. |

## Segnale di itinerario
Ai sensi dell'articolo 130 del Regolamento di Attuazione del Codice della Strada.
| Immagine (in scala) | Denominazione         | Descrizione |
| ------------------- | --------------------- | --- |
|                     | Segnale di itinerario | Indica le località raggiungibili tramite l'uscita indicata. Va posto prima di ogni uscita per segnalare le località secondarie o lontane e i punti di interesse pubblico, turistico o geografico raggiungibili attraverso la viabilità ordinaria dall'uscita stessa e non deve contenere più di cinque righe di iscrizioni. Le iscrizioni relative a località urbane, turistiche o geografiche devono essere inserite all'interno di inserti aventi il colore specifico. |

## Segnali di località e localizzazione
Ai sensi dell'articolo 131 del Regolamento di Attuazione del Codice della Strada.
| Immagine (in scala) | Denominazione                                                           | Descrizione |
| ------------------- | ----------------------------------------------------------------------- | --- |
|                     | Inizio centro abitato                                                   | Indica l'inizio di un centro abitato. Sottintende il limite di velocità massimo pari a 50 km/h e il divieto di segnalazioni acustiche. Eventuali segnali di obbligo o di divieto posti in corrispondenza di questo segnale estendono la loro validità per l'intero centro abitato.                                                                      |
|                     | Inizio località                                                         | Indica l'inizio di un centro abitato minore, es. una frazione od un luogo remoto del concentrico comunale. Sottintende il limite di velocità massimo pari a 50 km/h e il divieto di segnalazioni acustiche. Eventuali segnali di obbligo o di divieto posti in corrispondenza di questo segnale estendono la loro validità per l'intero centro abitato. |
|                     | Inizio centro abitato con sperimentazione della micromobilità elettrica | Indica l'inizio di un centro abitato nel quale è in vigore la sperimentazione della micromobilità elettrica. Il pannello, definito nell'allegato 3 della G.U. Serie Generale n. 162 del 12-07-2019 deve essere posizionato sotto il segnale di inizio centro abitato ed integrato da ulteriore pannello con la scritta "segnaletica sperimentale".      |
|                     | Fine centro abitato                                                     | Indica la fine di un centro abitato e può essere accompagnato dal segnale di conferma riportante la distanza dalle località indicate. Decreta la fine delle prescrizioni zonali instaurate dal segnale di inizio centro abitato/inizio località, ma non di eventuali prescrizioni locali.                                                               |
|                     | Inizio e fine regione                                                   | Indica l'inizio di una regione e la fine di un'altra regione in viabilità ordinaria. |
|                     | Inizio e fine regione                                                   | Indica l'inizio di una regione e la fine di un'altra regione in viabilità autostradale. |
|                     | Inizio e fine provincia                                                 | Indica l'inizio di una provincia e la fine di un'altra provincia in viabilità ordinaria. |
|                     | Inizio e fine provincia                                                 | Indica l'inizio di una provincia e la fine di un'altra provincia in viabilità autostradale. |

## Segnali di conferma e di localizzazione di punti di pubblico interesse
Ai sensi dell'articolo 132 del Regolamento di Attuazione del Codice della Strada.
| Immagine (in scala) | Denominazione                | Descrizione |
| ------------------- | ---------------------------- | --- |
|                     | Direzione per localizzazione | Indica la direzione da seguire per raggiungere l'oggetto indicato nel segnale (in questo caso, polizia municipale). |
|                     | Segnale di conferma          | Indica le prossime località raggiungibili e la distanza da esse.                                                    |
|                     | Direzione per autostrada     | Indica la direzione da seguire per imboccare l'autostrada indicata.                                                 |

## Segnale di nome strada
Ai sensi dell'articolo 133 del Regolamento di Attuazione del Codice della Strada.
| Immagine (in scala) | Denominazione               | Descrizione |
| ------------------- | --------------------------- | --- |
|                     | Nome strada                 | Indica il nome di strade, vie, piazze, viali e di qualsiasi altra tipologia viaria e deve essere collocato nei centri abitati su entrambi i lati di tutte le strade in corrispondenza delle intersezioni.                       |
|                     | Nome strada con senso unico | Indica il nome di strade, vie, piazze, viali e di qualsiasi altra tipologia viaria nelle strade a senso unico. Deve essere installato su entrambi i lati della carreggiata ed i due segnali devono essere di uguali dimensioni. |

| Immagine (in scala) | Denominazione                                | Descrizione |
| ------------------- | -------------------------------------------- | --- |
|                     | Inizio territorio comunale                   | Indica l'inizio del territorio comunale. |
|                     | Segnali turistici                            | Sono posti in posizione autonoma e singola, come segnali di direzione isolati, o come segnali di localizzazione, ma in tal caso non devono interferire con l'avvistamento e la visibilità dei segnali di pericolo, di prescrizione e di indicazione. Se impiegati, devono essere installati unicamente sulle strade che conducono direttamente al luogo segnalato e, salvo casi di impossibilità, a non oltre 10 km di distanza dal luogo. |
|                     | Segnali di territorio                        | Sono posti in posizione autonoma e singola, come segnali di direzione isolati, o come segnali di localizzazione, ma in tal caso non devono interferire con l'avvistamento e la visibilità dei segnali di pericolo, di prescrizione e di indicazione. Se impiegati, devono essere installati unicamente sulle strade che conducono direttamente al luogo segnalato e, salvo casi di impossibilità, a non oltre 10 km di distanza dal luogo. |
|                     | Fiume                                        | Indica il fiume, con relativo nome, che si incontra. |
|                     | Avvio alla zona industriale                  | Nessuna indicazione di attività singola può essere inserita sui preavvisi di intersezione, sui segnali di preselezione, sui segnali di direzione, su quelli di conferma. Può essere invece installato nelle intersezioni e combinato, dove è necessario col "gruppo segnaletico unitario" esistente, il segnale di direzione con l'indicazione di "zona industriale, zona artigianale, zona commerciale".                                  |
|                     | Direzione per le industrie                   | Nei centri abitati, dove la zona o le zone industriali, artigianali o commerciali sono ben localizzate, si deve fare uso di segnali indicanti collettivamente la zona; tutte le attività e gli insediamenti particolari saranno indicati successivamente sulle intersezioni locali a valle degli itinerari principali di avvio alla "zona industriale" o "zona artigianale" o "zona commerciale" in genere.                                |
|                     | Preavviso informazioni turistico alberghiere | Preavvisa un punto o di un ufficio di informazioni turistico-alberghiere. |
|                     | Informazioni alberghiere                     | Informa sul numero, categoria ed eventuale denominazione degli alberghi. |
|                     | Preavviso alberghiero                        | Informa sulla prossima direzione da intraprendere e sulla denominazione degli alberghi. |
|                     | Direzione alberghiera                        | Informa sulla direzione da intraprendere e sulla denominazione degli alberghi. |

## Segnali utili per la guida
In questa lista vengono riprodotti i segnali di indicazione del tipo altri segnali che danno informazioni necessarie per la guida dei veicoli ai sensi dell'articolo 135 del Regolamento di Attuazione del Codice della Strada.
| Immagine (in scala) | Denominazione                                          | Descrizione |
| ------------------- | ------------------------------------------------------ | --- |
|                     | Ospedale                                               | Indica la presenza di una struttura ospedaliera, una clinica o una casa di cura nelle vicinanze ed invita ad evitare i rumori. Dal 1992 sostituisce il segnale: . |
|                     | Attraversamento pedonale                               | Indica un attraversamento pedonale non regolato da semaforo e non in corrispondenza di un incrocio stradale. Sulle strade extraurbane è preceduto dal cartello:. |
|                     | Scuolabus                                              | Indica la fermata di uno scuolabus. Può anche essere applicato all'esterno di un autobus per indicare che il veicolo trasporta scolari. Dal 1992 sostituisce il segnale: . |
|                     | SOS                                                    | Indica la presenza di dispositivi di chiamata stradale per assistenza o soccorso. È installato a doppia faccia ortogonale all'asse stradale. Dal 1992 sostituisce il segnale: . |
|                     | Sottopassaggio pedonale                                | Indica la presenza di un sottopassaggio per pedoni. È installato a doppia faccia all'inizio della rampa. Dal 1992 sostituisce il segnale: . |
|                     | Sovrappassaggio pedonale                               | Indica la presenza di un sovrappassaggio per pedoni. È installato a doppia faccia all'inizio della rampa. Dal 1992 sostituisce il segnale: . |
|                     | Rampa pedonale inclinata                               | Indica la presenza di una rampa per pedoni. È installato a doppia faccia all'inizio della rampa. |
|                     | Strada senza uscita                                    | Indica una strada senza uscita per tutti i veicoli. |
|                     | Preavviso di strada senza uscita                       | Preavvisa una strada senza uscita per tutti i veicoli. Il simbolo costituito dalla sola barra rossa può essere applicato ed integrato anche nei preavvisi di intersezione o di preselezione. |
|                     | Velocità consigliata                                   | Indica il limite massimo di velocità che si consiglia di mantenere in condizioni ottimali di traffico e strada. Sulle autostrade è a fondo verde e non indica il limite massimo di velocità. |
|                     | Fine velocità consigliata                              | Indica la fine del tratto in cui si consiglia di mantenere il limite di velocità indicato. Sulle autostrade è a fondo verde. |
|                     | Strada riservata ai veicoli a motore                   | Indica l'inizio di una strada, diversa dall'autostrada, riservata alla circolazione dei veicoli a motore. Il segnale deve essere posto a tutti gli ingressi di tale strada e sostituisce i segnali di divieto riferiti ai veicoli senza motore. È da utilizzare sulle strade nelle quali si devono osservare le stesse norme che regolano la circolazione sulle autostrade. Sostituisce i segnali di divieto riferiti ai veicoli senza motore. Dal 1992 sostituisce il segnale: . |
|                     | Fine strada riservata ai veicoli a motore              | Indica la fine di una strada riservata ai soli veicoli a motore. Dal 1992 sostituisce il segnale: . |
|                     | Galleria                                               | Indica l'inizio di una galleria; l'eventuale denominazione e la lunghezza possono essere indicati mediante pannelli integrativi: Sulle autostrade è a fondo verde: . |
|                     | Ponte                                                  | Indica l'inizio di un ponte, un cavalcavia o un viadotto; l'eventuale denominazione e la lunghezza possono essere indicati mediante pannelli integrativi: Sulle autostrade è a fondo verde: . |
|                     | Zona residenziale                                      | Indica l'inizio di una strada o zona a carattere abitativo e residenziale, nella quale vigono particolari cautele di comportamento. È accompagnato da pannelli indicanti il regolamento da tenere nella zona residenziale. Dal 1992 sostituisce il segnale: . |
|                     | Fine zona residenziale                                 | Indica la fine di una zona residenziale. Dal 1992 sostituisce il segnale: . |
|                     | Area pedonale                                          | Indica l'inizio della zona interdetta alla circolazione dei veicoli; può contenere deroghe per i veicoli al servizio di persone invalide con limitate capacità motorie od altre deroghe, limitazioni od eccezioni riportate su pannello integrativo. Dal 1992 sostituisce i segnali: e . |
|                     | Fine area pedonale                                     | Indica la fine di un'area pedonale. Dal 1992 sostituisce i segnali: e . |
|                     | Zona a traffico limitato                               | Indica l'inizio dell'area in cui l'accesso e la circolazione sono limitati nel tempo o a particolari categorie di veicoli. Dal 1992 sostituisce i segnali: e . |
|                     | Fine zona a traffico limitato                          | Indica la fine di una zona a traffico limitato. Dal 1992 sostituisce i segnali: e . |
|                     | Zona a velocità limitata                               | Indica l'inizio di un'area nella quale non è consentito superare la velocità indicata nel cartello. |
|                     | Fine zona a velocità limitata                          | Indica la fine di una zona a velocità limitata. |
|                     | Attraversamento ciclabile                              | Localizza un attraversamento della carreggiata da parte di una pista ciclabile, contraddistinta da apposita segnaletica orizzontale. Sulle strade extraurbane e sulle strade urbane di scorrimento deve essere preceduto dal segnale triangolare di pericolo:. |
|                     | Svolta a sinistra semidiretta                          | Preavvisa la obbligatorietà di manovre alternative per svoltare a sinistra quando, alla intersezione successiva, vige il divieto di svolta a sinistra, predisponendo il conducente a eseguire una svolta di tipo semidiretto. |
|                     | Svolta a sinistra indiretta                            | Preavvisa la obbligatorietà di manovre alternative per svoltare a sinistra quando, alla intersezione successiva, vige il divieto di svolta a sinistra, predisponendo il conducente a eseguire una svolta di tipo indiretto. |
|                     | Inversione di marcia                                   | È da considerare variante di uso specifico del segnale di svolta a sinistra di tipo semidiretto ed è impiegato per indicare la presenza di un manufatto sotto o sovrappassante una strada a carreggiate separate per consentire il ritorno nella direzione di provenienza. Sulle autostrade è a fondo verde: . |
|                     | Piazzola di sosta                                      | Indica una piazzola dove è consentita la fermata. Sulle autostrade è a fondo verde e può essere accompagnato dal simbolo SOS per indicare la presenza di apparecchiature per chiamate di soccorso: Dal 1992 sostituisce il segnale: . |
|                     | Disporsi su due file                                   | Autorizza la circolazione su due file parallele. Dal 1992 non più previsto dal codice della strada. |
|                     | Uso corsie                                             | Indica le modalità per l'utilizzo delle singole corsie costituenti la carreggiata ovvero disponibili nel senso di marcia. Può essere utilizzato per indicare la corsia destinata ai veicoli che procedono a velocità tale da costituire intralcio alla circolazione. |
|                     | Riduzione corsie disponibili                           | Indica la riduzione delle corsie disponibili sulla carreggiata. Il segnale di preavviso, costituito da analogo segnale completo di pannello integrativo di distanza, deve essere impiegato quando la corsia abbia lunghezza superiore a 500 m e compatibilmente con le condizioni e caratteristiche della strada. Sulle autostrade è a sfondo verde. |
|                     | Aumento corsie disponibili                             | Indica l'aumento delle corsie disponibili sulla carreggiata. Il segnale di preavviso, costituito da analogo segnale completo di pannello integrativo di distanza, deve essere impiegato quando la corsia abbia lunghezza superiore a 500 m e compatibilmente con le condizioni e caratteristiche della strada. Sulle autostrade è a sfondo verde. |
|                     | Inizio autostrada                                      | Il segnale identifica, su segnali di preavviso, di preselezione, di direzione e di conferma, l'itinerario verso sistemi autostradali tangenziali o anulari. Il segnale è uguale a quello di inizio autostrada con la sola differenza delle proporzioni. |
|                     | Inizio strada extraurbana principale                   | Il segnale identifica, su segnali di preavviso, di preselezione, di direzione e di conferma, l'itinerario verso strade extraurbane principali. |
|                     | Fine autostrada                                        | Indica la fine di un'autostrada. |
|                     | Fine strada extraurbana principale                     | Indica la fine di una strada extraurbana principale. |
|                     | Preavviso di inizio autostrada                         | È posto all'inizio del tronco di raccordo tra viabilità ordinaria ed autostrada e vale a ricordare le norme di circolazione vigenti in autostrada. Il segnale di inizio autostrada è uguale a quello di preavviso di inizio autostrada ma non riporta la parte dedicata alle restrizioni al transito. |
|                     | Preavviso di inizio strada extraurbana principale      | È posto all'inizio del tronco di raccordo tra viabilità ordinaria e le strade extraurbane principali. |
|                     | Senso unico parallelo                                  | Indica l'obbligo di seguire il senso della marcia nel percorrere il tratto di strada in cui è posto ed il divieto di marciare nel senso opposto. Dal 1992 sostituisce il segnale: . |
|                     | Senso unico frontale                                   | Segnala il termine del doppio senso di circolazione all'interno di una carreggiata. |
|                     | Preavviso deviazione consigliata autocarri in transito | Segnala l'itinerario consigliato ai veicoli di massa superiore a 3,5 t per evitare che attraversino un centro abitato o parte di esso. |
|                     | Direzione autocarri consigliata                        | Segnala l'itinerario consigliato ai veicoli di massa superiore a 3,5 t per evitare che attraversino un centro abitato o parte di esso ed è ubicato nel punto della deviazione. |
|                     | Limiti generali di velocità                            | Deve essere usato particolarmente in prossimità delle frontiere nazionali per indicare i limiti di velocità generali in vigore in Italia. Il nome, il contrassegno e la bandiera italiana sono posti nella parte alta del cartello. Il segnale indica i limiti di velocità generali in vigore. È a sfondo verde se si trova su itinerari autostradali. Dal 1992 sostituisce il segnale: .                                                                                         |

## Segnali di transitabilità
| Immagine (in scala) | Denominazione                                                            | Descrizione |
| ------------------- | ------------------------------------------------------------------------ | --- |
|                     | Strada aperta al traffico                                                | Indica che il tratto di strada in questione è aperto al transito veicolare.                                                                  |
|                     | Strada aperta al traffico con obbligo di catene                          | Indica che, nel tratto di strada in questione, è obbligatorio l'uso delle catene da neve.                                                    |
|                     | Strada aperta al traffico con consiglio di catene                        | Indica che, nel tratto di strada in questione, è consigliato l'uso delle catene o pneumatici da neve.                                        |
|                     | Strada chiusa al traffico                                                | Indica che il tratto di strada in questione è chiuso al transito veicolare.                                                                  |
|                     | Strada aperta al traffico fino alla località indicata con obbligo catene | Indica che il tratto di strada in questione è aperto al transito, con obbligo di catene, fino alla località indicata.                        |
|                     | Strada aperta al traffico fino alla località indicata con catene         | Indica che il tratto di strada in questione è aperto al transito, con consiglio di catene o pneumatici da neve, fino alla località indicata. |

## Segnali che forniscono indicazioni di servizi utili
Ai sensi dell'articolo 39 del codice della strada e dell'art. 136 del Regolamento di Attuazione del Codice della Strada.
| Immagine (in scala) | Denominazione                                                                 | Descrizione |
| ------------------- | ----------------------------------------------------------------------------- | --- |
|                     | Pronto soccorso                                                               | Indica un posto sanitario organizzato per interventi di primo soccorso. |
|                     | Assistenza meccanica                                                          | Indica una officina meccanica o similari lungo la viabilità extraurbana. |
|                     | Telefono                                                                      | Indica un punto o posto telefonico pubblico lungo la viabilità extraurbana. Dal 1992 sostituisce il segnale: . |
|                     | Rifornimento                                                                  | Indica un impianto di distribuzione di carburante lungo la viabilità extraurbana. Il simbolo utilizzato nel segnale specifica le tipologie di carburante disponibili (ad esempio la pompa colorata in verde indica la presenza di benzina verde, ma con altri simboli può essere indicata la presenza di metano, gpl, ...). |
|                     | Fermata autobus                                                               | Indica i punti di fermata degli autoservizi di pubblico trasporto extraurbani. Lo spazio blu sottostante al quadrato bianco col simbolo nero può essere utilizzato per l'indicazione dei servizi in transito, loro destinazioni ed eventuali orari. |
|                     | Fermata tram                                                                  | Indica i punti di fermata tramviaria. Lo spazio blu sottostante al quadrato bianco col simbolo nero può essere utilizzato per l'indicazione dei servizi in transito, loro destinazioni ed eventuali orari. |
|                     | Informazioni                                                                  | Indica un posto di informazioni turistiche o di altra natura. Dal 1992 sostituisce il segnale: . |
|                     | Ostello per la gioventù                                                       | Indica un ostello per la gioventù. Dal 1992 sostituisce il segnale: . |
|                     | Area picnic                                                                   | Indica uno spazio attrezzato con tavoli, panche ed altri eventuali arredi, dove l'utente della strada possa fermarsi e sostare. Dal 1992 sostituisce il segnale: . |
|                     | Campeggio                                                                     | Indica la vicinanza di una struttura ricettiva attrezzata ed autorizzata per l'attendamento di campeggiatori e la sosta di caravan e auto-caravan. È usato sulla viabilità extraurbana e su quella urbana periferica. Dal 1992 sostituisce il segnale: . |
|                     | Radio informazioni stradali                                                   | Indica agli utenti la frequenza d'onda sulla quale possono ricevere le notizie utili per la circolazione stradale. Sulle autostrade i segnali vanno posti 500 metri circa dopo la fine della corsia di accelerazione delle entrate. Sulla viabilità normale sono posti 1 km circa dopo la fine dei centri abitati. |
|                     | Motel                                                                         | Indica la vicinanza di un albergo prossimo alla strada, fuori dei centri abitati e deve essere usato solo sulle strade extraurbane. Sulle autostrade il simbolo può essere inserito nei preavvisi di area di servizio. Dal 1992 sostituisce il segnale: . |
|                     | Bar                                                                           | Indica la vicinanza di un bar. Sulle autostrade il simbolo può essere inserito nei preavvisi di area di servizio. Dal 1992 sostituisce il segnale: . |
|                     | Ristorante                                                                    | Indica la vicinanza di un ristorante. Sulle autostrade il simbolo può essere inserito nei preavvisi di area di servizio. Dal 1992 sostituisce il segnale: . |
|                     | Parcheggio di scambio con linee autobus                                       | Indica o avvia verso un parcheggio di scambio ubicato e predisposto vicino ad una fermata oppure un capolinea dell'autobus. Nella zona a destra in basso del segnale possono essere inserite le indicazioni essenziali relative alle destinazioni o ai numeri distintivi delle linee di pubblico trasporto disponibili. Dal 1992 sostituisce il segnale: . |
|                     | Parcheggio di scambio con tram                                                | Indica o avvia verso un parcheggio di scambio ubicato e predisposto vicino ad una fermata oppure un capolinea del tram. Nella zona a destra in basso del segnale possono essere inserite le indicazioni essenziali relative alle destinazioni o ai numeri distintivi delle linee di pubblico trasporto disponibili. Dal 1992 sostituisce il segnale: . |
|                     | Parcheggio di scambio con metropolitane o altri servizi extraurbani su rotaia | Indica o avvia verso un parcheggio di scambio ubicato e predisposto vicino ad una fermata oppure un capolinea della metropolitana o altri servizi extraurbani su rotaia. Nella zona a destra in basso del segnale possono essere inserite le indicazioni essenziali relative alle destinazioni o ai numeri distintivi delle linee di pubblico trasporto disponibili. Dal 1992 sostituisce il segnale: . |
|                     | Parcheggio di scambio con itinerari turistici o escursionistici a piedi       | Indica o avvia verso un parcheggio di scambio ubicato vicino ad un itinerario turistico o escursionistico da percorrere a piedi. Dal 1992 sostituisce il segnale: . |
|                     | Auto su treno                                                                 | Viene posto nelle vicinanze di una stazione ferroviaria e avvia gli automobilisti al servizio di trasporto autovetture al seguito del viaggiatore. Dal 1992 sostituisce il segnale: . |
|                     | Auto al seguito                                                               | Viene posto nelle vicinanze di una stazione ferroviaria e avvia gli automobilisti al servizio di trasporto autovetture al seguito del viaggiatore con cuccette sul treno. |
|                     | Auto su nave                                                                  | Viene posto in vicinanza di un porto, all'ingresso di un centro abitato, lungo il percorso verso il porto, avvia ai moli o punti di imbarco autoveicoli su navi traghetto. È installato lungo determinati itinerari, o anche entro l'area portuale per smistare i veicoli verso singoli punti di imbarco in rapporto alle destinazioni delle navi. I segnali posti entro la zona portuale devono contenere l'indicazione della destinazione, dove esistono diversi attracchi. Dal 1992 sostituisce il segnale: . |
|                     | Taxi                                                                          | Indica l'ubicazione di un'area di sosta riservata alle autovetture in servizio pubblico. L'area è delimitata da strisce gialle e integrata da iscrizioni orizzontali "TAXI". Dal 1992 sostituisce il segnale: . |
|                     | Area di servizio                                                              | Presegnala, mediante i pittogrammi opportuni, i servizi esistenti in un'area attrezzata lungo l'autostrada. Può essere anche utilizzato con il fondo blu sulle strade extraurbane. |
|                     | Area attrezzata con impianti di scarico                                       | Indica un'area attrezzata riservata alla sosta e al parcheggio delle autocaravan dotata di impianti igienico-sanitari, atti ad accogliere i residui organici e le acque chiare e sporche, raccolti negli appositi impianti interni delle autocaravan e degli altri autoveicoli circolanti su strada dotati di analoghi impianti. |

## Segnali di indicazione di corsia al casello
Note: tutti i segnali di questa sezione sono tratti dal VTP ed. 2023 di Autostrade per l'Italia, utilizzato sia da tale gestore sia da altri gestori autostradali con piccole modifiche
| Immagine (in scala) | Denominazione                                     | Descrizione |
| ------------------- | ------------------------------------------------- | --- |
|                     | Corsia di telepedaggio                            | Corsia riservata al telepedaggio: ammesso il pagamento ad esazione dinamica unicamente con i dispositivi di telepedaggio. |
|                     | Corsia automatica Carte + Telepedaggio            | Corsia carte: ammesso il pagamento con i circuiti di carta Visa, Mastercard, American Express e le carte abilitate FastPay, sono comprese anche le tessere a scalare Viacard. In presenza della T è ammesso anche il pagamento con dispositivi di telepedaggio.         |
|                     | Corsia automatica Carte                           | Corsia carte: ammesso il pagamento con i circuiti di carta Visa, Mastercard, American Express e le carte abilitate FastPay, sono comprese anche le tessere a scalare Viacard.                                                                                           |
|                     | Corsia automatica Contanti + Carte + Telepedaggio | Corsia contanti (senza il simbolo della mano): è ammesso il pagamento con tutte le modalità possibili, ovvero carte e contanti in maniera self-service, mediante la cassa automatica. In presenza della T è ammesso anche il pagamento con dispositivi di telepedaggio. |
|                     | Corsia automatica Contanti + Carte                | Corsia contanti (senza il simbolo della mano): è ammesso il pagamento con tutte le modalità possibili, ovvero carte e contanti in maniera self-service, mediante la cassa automatica.                                                                                   |
|                     | Corsia automatica solo monete                     | Corsia solo monete: ammesso il pagamento con le sole monete. Non è abilitata ai mezzi pesanti in quanto le casse sono installate soltanto ad altezza automobile. |
|                     | Corsia con operatore                              | Corsia contanti (con il simbolo della mano): ammesso il pagamento con tutte le modalità possibili, ovvero carte e contanti in maniera classica, attraverso l'ausilio di un operatore.                                                                                   |

## Altri segnali
Sono qui descritti altri segnali di indicazione, non espressamente classificati in nessuna delle precedenti categorie, in quanto introdotti da provvedimenti diversi dal nuovo codice della strada.
| Immagine (in scala) | Denominazione | Descrizione |
| ------------------- | --- | --- |
|                     | Segnale stradale in avvicinamento ai tratti stradali in cui vige l'obbligo di pneumatici da neve o catene a bordo   | Preavvisa un tratto di strada in cui nel periodo indicato è in vigore l'obbligo di utilizzare pneumatici da neve o portare a bordo delle catene da neve. Il pannello inferiore indica il tratto di strada in cui vige l'obbligo.                                                                                             |
|                     | Segnale stradale in corrispondenza dei tratti stradali in cui vige l'obbligo di pneumatici da neve o catene a bordo | Indica l'inizio di un tratta di strada in cui nel periodo indicato vige l'obbligo per i veicoli a motore di utilizzare pneumatici da neve o portare a bordo delle catene da neve. L'obbligo non si intende valido per motocicli e ciclomotori a due ruote ma in caso di neve o ghiaccio si intende loro vietato il transito. |